# Indian Lake (Misuri)
Indian Lake es un lugar designado por el censo ubicado en el condado de Crawford en el estado estadounidense de Misuri. En el Censo de 2020 tenía una población de 689 habitantes y una densidad poblacional de 138,92 habitantes por km². Fue incluido como CDP en el censo de 2020. 

## Geografía
Indian Lake se encuentra ubicado en las coordenadas 38°05′37″N 91°27′11″O / 38.09361, -91.45306.Según la Oficina del Censo de los Estados Unidos,  tiene una superficie total de 4,96 km², de la cual 3,72 km² corresponden a tierra firme y 1,24 km² a agua.